# Punto de referencia cambiante
El punto de referencia cambiante o la línea basal cambiante es un tipo de cambio en la manera en que se mide un sistema, habitualmente respecto de un punto de referencia (o línea basal) anterior, el cual podría a su vez presentar cambios significativos respecto a un estado anterior del sistema.

## Historia
El concepto surgió en el manifiesto Design with Nature («El diseño con la naturaleza»), publicado por el arquitecto de paisajes Ian McHarg en 1969, en el que se comparaba el paisaje moderno con el paisaje en que vivían los pueblos antiguos.
Posteriormente, fue considerado por el científico pesquero Daniel Pauly en su artículo Anecdotes and the shifting baseline syndrome of fisheries («Anécdotas y el síndrome del punto de referencia cambiante de las pesquerías». Pauly desarrolló el concepto en referencia a la gestión pesquera, en la que los científicos pesqueros en ocasiones no aciertan a identificar la «línea de base» correcta del tamaño de una población (por ejemplo, cuán abundante era la población de una especie de pez antes de la explotación humana), y, por lo tanto, trabajan con una línea de base desplazada. Pauly describe la forma en que los expertos evaluaban las pesquerías gravemente agotadas y que empleaban como línea de base el estado de la pesquería al comienzo de sus propias carreras profesionales, y no su estado intacto. Las áreas que estaban repletas de una especie en particular hace cientos de años pueden haber sufrido un declive a largo plazo, pero solo se considera el nivel de hace unas pocas décadas como punto de referencia para estudiar la población actual. De esta manera, se enmascaraban, y aún se siguen enmascarando, declives continuados en ecosistemas o especies durante periodos largos de tiempo. Se produce una pérdida de la percepción del cambio cuando sucesivas generaciones redefinen lo que es «natural».
La mayor parte de las evaluaciones del stock de la industria pesquera moderna no ignora la pesca histórica y la tiene en cuenta ya sea incluyendo datos históricos de capturas o utilizando otras técnicas para reconstruir el nivel de agotamiento de la población al comienzo del periodo para el que se dispone de datos adecuados. Los datos anecdóticos sobre poblaciones históricas pueden ser poco fiables y dar lugar a una deficiente gestión de la pesquería.
Posteriormente, Paul Dayton y otros miembros de la Institución Scripps de Oceanografía refinaron el concepto y lo aplicaron a la ecología de los bosques de algas. Emplearon una versión ligeramente diferente del término en su artículo Sliding baselines, ghosts, and reduced expectations in kelp forest communities («Líneas de base cambiantes, fantasmas y expectativas reducidas en comunidades en los bosques de algas»). Ambos términos se refieren a un cambio en el tiempo de las expectativas sobre las características de una línea de base saludable de un ecosistema.
En 2002, el productor de cine y exbiólogo marino Randy Olson amplió la definición de línea de base cambiante con un artículo de opinión en el Los Angeles Times. Explicó la relevancia del concepto en todos los aspectos del cambio y el fracaso a la hora de observar el cambio en el mundo actual. Junto con el ecologista de arrecifes Jeremy Jackson (de la Institución Scripps de Oceanografía), cofundó The Shifting Baselines Ocean Media Project en 2003 con el fin de promover un mejor entendimiento y uso del concepto en las políticas de conservación.